# 高力清長
高力 清長（こうりき きよなが）は、戦国時代から江戸時代初期にかけての武将・大名。徳川氏の家臣。三河国高力城主、のち武蔵国岩槻藩主。官位は従五位下・河内守。島原藩高力家初代。

## 生涯
享禄3年（1530年）、松平氏の家臣・高力安長の長男として三河国にて誕生。
天文4年（1535年）、松平清康が守山崩れで重臣により唐竹割りに両断され、これに乗じて尾張国の織田信秀が三河に侵攻してきた際に父・安長と祖父・重長が共に戦死。6歳の清長は叔父・重正に養育され松平広忠に仕えた。
天文21年（1552年）からその子・徳川家康に仕え、駿河国で人質時代を送る家康に従った。永禄3年（1560年）5月、家康に従って今川義元の尾張攻めに参戦、尾張大高城の戦いで功を挙げた。義元の戦死で家康が独立すると、永禄5年（1562年）の織田氏との清洲同盟締結の際に家康が尾張清洲城に赴いた際、これに同行した。その後は西三河平定戦、永禄6年（1563年）の三河一向一揆の鎮圧戦で土呂本宗寺を平定し、特に一向一揆鎮圧においては、一揆鎮圧後に仏像や経典の保護に努めて散逸を防ぎ、寺社を元通りに戻したので､領民からは｢仏高力｣の異名をつけられた。このため、翌年に岡崎奉行に任命された。永禄8年（1565年）には、本多重次や天野康景らと共に三河の三奉行に任命される。
永禄11年（1568年）の遠州平定戦では掛川城の途上にある久野城攻めで、今川氏真の譜代の重臣・久野宗能を使者として説得し、徳川方に寝返らせた。翌年の掛川城攻めでは今川氏家臣・朝比奈泰朝の善戦に遭って清長らは苦戦するも、長期戦の末に落城させた。元亀元年（1570年）6月の姉川の戦いに参戦し武功を立て、遠州長上郡に100貫文の地を与えられた。元亀3年（1572年）12月の三方ヶ原の戦いにも参加したが、武田信玄に大敗して徳川軍は敗走し、清長は負傷し、一族や郎党が数十名戦死した。天正8年（1580年）に家康より遠州馬伏塚城と鎌田郷を与えられた。
天正10年（1582年）6月、本能寺の変で織田信長が討たれると、家康の伊賀越えに随行し、小荷駄奉行として殿軍を務めたが、この時に追撃する賊に襲われて鉄砲疵を受けている。同年、駿河田中城を与えられ、同時に駿河先鋒の25騎を与えられた。
天正12年（1584年）の豊臣秀吉と対峙した小牧・長久手の戦いに参加する。戦後は秀吉への使者を務めたが、この際に秀吉に気に入られ、天正14年（1586年）に豊臣姓を下賜され、従五位下河内守に叙任される。この年から着工された聚楽第造営の普請奉行を務め、新藤五国光の脇差を秀吉より賜る。
天正18年（1590年）の小田原征伐では、秀吉の旨を奉じた家康の使者として成瀬国次と共に小田原城に赴き、北条氏政・氏直父子と交渉している。小田原征伐後、武蔵岩槻に2万石の所領を与えられた。この際、足立郡浦和郷に1万石の蔵入地を預けられている。天正20年（1592年）からの秀吉の朝鮮の役では肥前国名護屋城まで赴き、軍船建造を担当する。
慶長4年（1599年）に嫡子・正長が早世する。このため慶長5年（1600年）の関ヶ原の戦い後は隠居し、嫡孫・忠房に家督を譲った。
没年に関しては慶長9年2月26日（『寒松稿』）と慶長13年正月26日（『徳川実紀』）の両説がある｡享年はともに79。埼玉県さいたま市岩槻区本町の浄安寺に葬られた。

## 人物・逸話
三河三奉行と称される際に、清長は温順にして慈愛深く、重次は思いのままに言いたいことを言う、康景は寛厚にして思慮深いとそれぞれ評され、「仏高力、鬼作左、どちへんなしの天野三兵」という様に、「仏高力」として名が知られている。このように清長は正直者で知られていたが、それを示す逸話も多い。家康から岩槻2万石を与えられた際、預け地1万石も与えられた。預け地とは事実上はその責任を伴う者の領地同然で、当然収入として上がる年貢は役得として自分の物としてもさして問題ないのだが、清長は預け地の年貢を1度も自分の手にすることなく直接江戸へ運ばせた。文禄の役で軍船建造を担当し、余った建造費である金20枚を家康に返上しようとした際も、その正直さに感激した家康はそのまま褒美として与えている。
豊臣秀吉も清長を陪臣ながら寵愛して重用した。秀吉が岩槻に立ち寄った際、その饗応に秀吉は感心し、庭前の萩の花を詠んだ和歌を清長に与えた。

## 系譜
- 父：高力安長
- 母：板倉氏
- 正室：阿部道金娘
  - 長男：高力正長（1558-1599）
- 生母不明の子女
  - 女子：服部政光室